# Kung Fusion
Kung Fusion, edito anche come Kung Fu Hustle, è un film del 2004 diretto da Stephen Chow. Il film è stato un ottimo successo in Asia, ma anche in occidente, dove è uno dei film più conosciuti di Chow. Gli incassi globali furono di 104 milioni di dollari, di cui 17 negli USA.

## Trama
Nella tumultuosa Shanghai degli anni trenta, la città è vittima della malavita organizzata, la più temuta è la Gang delle Asce, comandata dallo spietato Boss Sum, che guida al massacro di qualsiasi gang rivale. Gli unici posti che non attirano la Gang delle Asce sono i quartieri poveri, come il "Vicolo dei Porci", gestito dalla prepotente Signora Padrona e dal suo marito donnaiolo.
Tutto cambia un giorno quando al Vicolo si presentano Sing e il suo compagno Osso, due farabutti imbranati che tentano senza successo di compiere truffe spacciandosi per membri della Gang delle Asce. Le azioni di Sing attirano la vera Gang delle Asce, che mettono in fuga la Signora Padrona. Prima di poter fare alcun male, la Gang delle Asce viene inaspettatamente attaccata da tre lavoratori presso il Vicolo dei Porci, che si rivelano abilissimi maestri di Kung Fu. La Gang delle Asce batte in ritirata e rapisce Sing e Osso con l'intenzione di giustiziarli per la sconfitta, ma alla fine Sum decide di risparmiare a loro la vita quando Sing si dimostra abile nell'aprire i lucchetti senza chiave.
Anche se Sing desidera entrare a far parte della Gang delle Asce per essere un criminale, nasconde in sé un animo buono traumatizzato da un tragico episodio della sua infanzia: da bambino Sing acquistò il Divino manuale del Kung Fu del Palmo Buddhista da un vagabondo che affermava di vedere in lui il potenziale di diventare un genio del Kung Fu e proteggere i deboli dai malvagi. Tuttavia gli insegnamenti del manuale si rivelarono futili quando Sing tentò di difendere una sua coetanea muta da dei bulli, venendo picchiato e umiliato a sua volta.
Nel frattempo al Vicolo dei Porci la Signora Padrona ordina ai tre maestri di andarsene per evitare ulteriori scontri con i criminali. Quando i maestri stanno per partire, però, vengono attaccati e uccisi da due assassini musicisti dotati di un letale guqin magico, assunti dalla Gang delle Asce. A sconfiggere i due sicari sono la Signora Padrona e il Signor Padrone, che si rivelano anch'essi potenti maestri di Lama Pai e Taijiquan. Mentre gli abitanti del Vicolo piangono la morte dei tre maestri, rimproverano i padroni per non essere intervenuti prima. La Signora Padrona e suo marito allora rivelano a tutti che avevano deciso di nascondersi intraprendendo una vita più tranquilla a seguito della tragica uccisione del loro unico figlio.
Intanto Sing, che nel corso del film ha dimostrato di essere capace di guarire rapidamente e di possedere una potenza nascosta, cerca di rapinare una venditrice di gelati che si rivela essere la bambina muta cresciuta. Riconoscente, la ragazza mostra a Sing il lecca lecca per il quale i bulli l'avevano attaccata, ma lui butta il dolciume a terra rompendolo in un impeto di rabbia, e si allontana separandosi da Osso. Subito dopo essere rimasto solo, Sing viene preso dalla Gang delle Asce, che lo vogliono accettare come membro se prima farà uso dei suoi talenti da scassinatore per liberare da un manicomio il "Diavolo della nuvola di fuoco", un pericoloso lottatore di arti marziali. Sing fa come richiesto e a sorpresa sua e delle Asce, il temuto Diavolo si rivela essere un gracile vecchietto.
Nonostante il suo aspetto per niente intimidatorio, il Diavolo non smentisce la propria reputazione e accetta con piacere di uccidere la Signora Padrona e suo marito, desideroso di trovare degni avversari. La Signora Padrona e il Signor Padrone, che si erano recati al casinò gestito da Sum per la resa dei conti, combattono coraggiosamente il Diavolo, che però si rivela troppo potente e riesce a ferirli. In una situazione in stallo, in cui i due maestri e il Diavolo rimangono con i corpi intrecciati, Sum ordina a Sing di colpire il Padrone per permettere al Diavolo di ucciderlo, ma Sing decide il colpire il Diavolo. Fuori di senno dalla rabbia, il Diavolo picchia brutalmente Sing e riducendolo a fin di vita prima che i padroni lo portino via. Sum se la prende con il Diavolo per esserseli fatti scappare e lui di tutta risposta lo uccide torcendogli la testa, diventando il nuovo capo delle Asce.
Al Vicolo dei Porci (dal quale gli abitanti si sono temporaneamente allontanati), la Signora Padrona e il Signor Padrone tentano di salvare Sing medicandolo con delle bendature speciali. Il violento pestaggio ricevuto dal Diavolo ha liberato le capacità di Sing, che guarisce miracolosamente in poco tempo e si libera dalle bendature come una farfalla che esce dal bozzolo. Il Diavolo e l'intera Gang delle Asce giunge al Vicolo per la battaglia finale. Sing riesce a sgominare tutte le Asce e duella contro il Diavolo stesso, dopo aver dimostrato di avere effettivamente acquisito gli insegnamenti del Palmo Buddhista. Sing offre al Diavolo di insegnargliela, e lui si inchina umilmente accettando la sconfitta e riconoscendolo come un maestro.
Qualche tempo più tardi, Sing e Osso svolgono un lavoro onesto gestendo un negozio di dolci, dove si presenta la ragazza muta. Sing la invita a entrare per condividere con lei i ricordi d'infanzia, facendo presagire l'inizio di una storia d'amore. Il film si chiude con il vagabondo, lo stesso che ha incontrato Sing da bambino, che offre manuali del Kung Fu ad un altro ragazzino.

## Riconoscimenti
2006 - Golden Globe
- Candidatura al Miglior film straniero (Cina)

2006 - Premio BAFTA
- Candidatura al Miglior film straniero (Cina)

2006 - MTV Movie Awards
- Candidatura Miglior combattimento tra Stephen Chow e la Gang delle Asce